# Альца
Альца — река в России, протекает в Тоншаевском районе Нижегородской области. Устье реки находится в 238 км по левому берегу реки Пижма. Длина реки составляет 10 км, площадь водосборного бассейна 69,6 км².
Исток реки теряется в обширных заболоченных торфяниках Альцевский мох в 5-10 км к северо-западу от посёлка Пижма. На торфяниках ведётся промышленная разработка (Альцевское торфопредприятие), верхнее течение Альцы зарегулировано в мелиоративных целях. Река течёт на северо-восток, впадает в Пижму в 12 км к северу от посёлка Пижма.

## Данные водного реестра
По данным государственного водного реестра России относится к Камскому бассейновому округу, водохозяйственный участок реки — Вятка от города Котельнич до водомерного поста посёлка городского типа Аркуль, речной подбассейн реки — Вятка. Речной бассейн реки — Кама.
По данным геоинформационной системы водохозяйственного районирования территории РФ, подготовленной Федеральным агентством водных ресурсов:
- Код водного объекта в государственном водном реестре — 10010300412111100036474
- Код по гидрологической изученности (ГИ) — 111103647
- Код бассейна — 10.01.03.004
- Номер тома по ГИ — 11
- Выпуск по ГИ — 1